# Adolfo Ludín
Adolfo Ludín (27 de diciembre de 1879 - 4 de agosto de 1968) fue un ingeniero alemán.

## Biografía
Egresado como ingeniero civil en 1904, y el doctorado en 1910. Fue catedrático de Hidráulica a partir de 1920 en la Escuela Técnica Superior de Berlín. Miembro de la Academia de Ciencias alemana. 
Los primeros trabajos de Ludín como ingeniero civil hidráulico incluyen; estudios de navegabilidad del Río Neckar en 1906, controlador de obra en la construcción de la central Hidroeléctrica Murtgwer I en 1913 y 1914, y de la represa Murtgwer II en 1918 y 1920.
Desde 1920 fue consultor en proyectos y obras hidráulicas. 
En 1921 produjo el estudio de factibilidad técnica y financiera del aprovechamiento hidroeléctrico del río Imara en Finlandia. En 1924 trabajo en los proyectos de riego y generación hidroeléctrica de los ríos Rión, Kura y Araxes en Transcaucásica, en Georgia y Azerbaiyán. En 1928 trabajo en el proyecto "Shannon Scheme" en Irlanda, en los ensayos de modelo de los vertederos, para Siemens Bauunion. 
Fue el proyectista de centrales hidroeléctricas en Noruega, detalladas en su magna obra, la publicación de 1930; "Die Nordischen Wasserkräfte: Ausbau und Wirtschaftliche Ausnutzung". En particular Rjukan I y II conocidas por el episodio Batalla del agua pesada de la Segunda Guerra Mundial. 
En 1930 presentó al gobierno de Uruguay un anteproyecto o bosquejo para la construcción de la represa Rincón del Bonete. En 1933 elaboró el proyecto definitivo para la construcción de esta central.
Entre 1947 y 1951 proyectó 15 centrales y represas en Yugoslavia, entre estas Jablanien en el río Neretva y una represa en prevención de aluvión en el río Drina.
En 1952 regresa al Uruguay como consultor para el proyecto de la represa Rincón de Baygorria. 
En 1956 trabaja para la FAO, el proyecto del embalse del río Vafreghan y abastecimiento de agua en Irán, estudio del aprovechamiento del río Indus en Pakistán, y en Japón en estudio de diques en construcción.
En 1959, a los 80 años de edad, aun en actividad, es consultado por el gobierno de Uruguay, respecto al manejo de la represa, durante la creciente de 1959 en Rincón del Bonete.
Fallece el 4 de agosto de 1968.